# Nasser Zefzafi
Nasser Zefzafi (en árabe: الزفزاف ناصر, en tamazight: ⵏⴰⵚⴻⵔ ⴰⵣⴻⴼⵣⴰⴼ) nació en Alhucemas (Marruecos), ciudad costera del Rif, el 4 de noviembre de 1979. Es un activista por el Movimiento Popular Rifeño, grupo que nació a raíz del asesinato del vendedor ambulante de pescado Mohssine Fikri el 28 de octubre de 2016.
Desde 2016 Zefzafi lideró un movimiento de protesta por la libertad y justicia en Alhucemas y todo el Rif, llamado el Hirak, y en árabe Al-Hirak ash-Shaabi.

## Biografía
Nasser Zefzafi nació en el seno de una familia con un pasado bastante político el 4 de noviembre de 1979 en la ciudad de Alhucemas y, más concretamente, en el barrio de Sidi Abid. Sus padres, Ahmed Zefzafi y Zolikha Sihaddou, han sido siempre un fiel apoyo para el líder activista, recorriéndose España alzando la voz en recuerdo de lo que supuso ese inicio del Hirak para el Rif y, en concreto, para su hijo Nasser, brutalmente torturado por el gobierno del Majzén.
La familia Zefzafi carga con un pasado muy político ya que el bisabuelo de Nasser Zefzafi fue ministro del Interior durante la República, y el padre del activista fue miembro del partido socialista, partido que abandonó por no estar de acuerdo con los ideales ya que decidieron entrar en el gobierno. marroquí.

## El Hirak
Es un movimiento político-social que nació el 28 de octubre del año 2016 en Alhucemas, el Rif de Marruecos. El Hirak también es conocido como el Movimiento Popular Rifeño y se desencadenó tras el asesinato del vendedor ambulante de pescado Mohssine Fikri.
Mohssine Fikri tenía 31 años, nació en la localidad de Einzorén, y vendía pescado en un puesto ambulante. El 28 de octubre se adentró en el interior de un camión de la basura mientras intentaba salvar la mercancía que la policía le había requisado por venta ilegal. Murió aplastado y en el acto, pero los gritos y las imágenes del joven mientras estaba siendo triturado fueron difundidas en las redes sociales y reproducidas miles de veces en Marruecos, y en el Rif, y entre los miembros de la extensa diáspora marroquí, y rifeña asentada en Europa. 
“Había gente que vino andando desde Benni Ammart, a unos 32 kilómetros. Los taxis traían gente gratuitamente, en Alhucemas hubo una huelga general, todo estaba cerrado. Había unas cien mil personas en las calles”, recuerda Chtioui. Desde entonces cada viernes se han repetido las manifestaciones, y el 10 de diciembre de 2017 se produjo una concentración y una manifestación, a la que acudieron cerca de cien mil personas. Era el Día Internacional de los Derechos Humanos y se cumplían los cuarenta días tras el asesinato de Fikri.
Desde entonces cada viernes se han repetido las manifestaciones, y el 10 de diciembre de 2016 se produjo una concentración y una manifestación, a la que acudieron cerca de cien mil personas. Era el Día Internacional de los Derechos Humanos y se cumplían los cuarenta días tras el asesinato de Fikri.
Alhucemas siempre fue un pueblo costero, una región particular con una identidad específica y con una larga historia de enfrentamientos con el poder central. Esta región ha sido marginada por las autoridades marroquíes, lo cual pudo ser uno de los motivos por el cual el estallido de una revolución social fuese en dicho territorio. Esta revolución llegó para pedir lo que era justo: igualdad, necesidades básicas cubiertas, y las mismas oportunidades para la población rifeña como para las poblaciones de otras ciudades de Marruecos.
La primera protesta pacífica se produjo en el entierro de Mohssine, donde alrededor de 100.000 personas acompañaron el cuerpo desde Alhucemas hasta la ciudad de Einzorén, lugar desde el que recorrerían 20 kilómetros acompañando a la familia para enterrar el cuerpo. Las manifestaciones continuaron de forma desorganizada, pero con un propósito común que les hacía unirse formando un movimiento reformista que se manifestaba pacíficamente cada viernes, día sagrado para el islam, en busca de resistencia al poder del majzén y un cambio social que trajera consigo justicia y dignidad para el pueblo rifeño.
La Plaza de los Mártires se llamaba anteriormente Plaza de Mohammed VI, pero tras el inicio del Hirak pasó a llamarse Plaza de los Mártires, en señal de protesta ante la multitud de muertos en manos de la policía marroquí. Además, uno de los problemas más sentidos por la población marroquí era  la corrupción en el sector público ya que Marruecos ocupa la posición número 88, de 168 países, en el índice de percepción de la corrupción de 2015 de Transparencia Internacional. Según una encuesta publicada por esta organización en 2016, el 26% de la población marroquí cree que esta lacra institucional ha aumentado en el último año, y son datos que contrastan con la incidencia de los sobornos para poder acceder a servicios públicos. El 48% de los usuarios en Marruecos han tenido que pagar para poder disfrutar de alguno de estos frente al 14% en Argelia o el 9% en Túnez. Este tipo de prácticas afecta además en mayor medida a la población pobre que a la población adinerada, pues el 66% de la población sin recursos frente al 31% de  los acomodados se han visto obligados a desembolsar alguna cantidad para poder ser hospitalizados, obtener una beca, lograr una licencia de venta, etc.

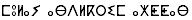
AbdelKrim El Khattabi escrito en tamazight.

El día 10 de diciembre del mismo año 2016 dio lugar una manifestación en la que se convocó una huelga general que comenzaría el Día Internacional de los Derechos Humanos y a raíz de ello el activismo del Hirak tomó mucha fuerza y atrajo a multitud de jóvenes mediante la celebración de asambleas y charlas a las que acudieron activistas rifeños residentes en Europa y, mediante la divulgación de la historia del Rif y la memoria de Abdelkrim el Khattabi, surgió un sentimiento de orgullo histórico y una necesidad de reivindicar la importancia histórica que ha tenido siempre el Rif.
La primera gran represión por parte del majzén llegó en junio de 2017, en la que fueron arrestados 400 activistas y manifestantes. Multitud de periodistas freelance fueron arrestados mientras retransmitían e informaban sobre las protestas, según el Comité para la Protección de Periodistas, en la actualidad sigue habiendo tres periodistas encerrados en cárceles marroquíes por informar sobre el Hirak.

## Implicación de la diáspora marroquí europea en el Hirak
El movimiento del Hirak nace también de alguna forma en la sociedad de la diáspora marroquí asentada en Europa. Y esto es gracias a que fue retransmitido simultáneamente a través de las redes sociales en plataformas como Twitter o Facebook por parte tanto de los ciudadanos marroquíes como por ciudadanos de origen marroquí que viajaron exclusivamente al territorio para retransmitir mundialmente la injusticia que vivía el pueblo rifeño. Mediante las redes sociales las manifestaciones y represiones eran retransmitidas de forma directa e inmodificable y, por ello, la estrategia del majzén fue cortar las conexiones a internet.
El Hirak logró movilizar mucho más a la diáspora marroquí en Europa que las primaveras árabes, en particular a aquellos de origen rifeño. El Rif es la región marroquí con mayor cuota de migración en Europa y, por ello, el  Comité Mohsen Fikri en Bruselas convocó una vigilia de protesta a principios de noviembre de 2016, y poco después, los comités de apoyo al Hirak comenzaron a proliferar en muchos países europeos con una diáspora marroquí relevante como Francia, Bélgica, los Países Bajos, España y Alemania. Los activistas, en su mayoría de origen rifeño, construyeron sus redes en plataformas de medios sociales, y los comités también organizaron manifestaciones y protestas frente a las embajadas y consulados marroquíes, así como frente a las sedes de la UE en Bruselas y el Parlamento Europeo de Estrasburgo.
Dentro del territorio marroquí el Hirak era un movimiento reformista que demandaba derechos y justicia social, sin embargo la población rifeña de la diáspora buscaba una oposición al majzén mucho mayor y contundente que acabase con el mismo. Por ello, se realizaron multitud de manifestaciones en las capitales europeas en señal de protesta en la distancia, frente a las embajadas e instituciones y, en España, el partido político Podemos tuvo cierta implicación y apoyo al movimiento del Hirak comprometiéndose a realizar medidas de cooperación llevando el caso al Parlamento Europeo de Estrasburgo. Además, el partido mostró su apoyo al Movimiento del Rif mediante un comunicado, tras una reunión con el Comité rifeño en Madrid, haciendo un alusión durante la reunión a la época en la que España participó junto a Hassan II en los bombardeos con gases químicos en la zona del Rif, durante la República Independiente del Rif, presidida por AbdelKrim el Khattabi.
La población de la diáspora, a su vez, preparó varias movilizaciones en diferentes partes del Estado español. La Coordinadora del Movimiento Popular en el Rif de Madrid ha publicado un comunicado denunciando “un año del asesinato de Fikri”, una muerte que “reveló todo un sistema envuelto en una corrupción y un clientelismo galopantes”. Por ello, exigen la liberación de todos los presos y que se respondan las demandas legítimas del pueblo. Yamani Eddoghmi comenta que el Hirak no está muerto, sino parado ”por las presiones y actuaciones del gobierno y la policía”. Una postura que comparte Naziha Al Idrissi. “Puede dar la sensación desde fuera de que no hay fe en la lucha social que llevan a cabo en el Rif, pero sigue el activismo, sobre todo en redes puesto que en las calles son detenidos de inmediato”. Denuncia esta rifeña que todavía ayer continuaban las detenciones en Alhucemas, pero que no por ello se dejará de pedir “la libertad de los presos políticos y que se escuchen nuestras reivindicaciones”. Para la mediadora intercultural es cuestión de tiempo que se extienda la lucha a todo Marruecos puesto que comparten una misma lucha. “En el caso de que se produzca una condena tras el juicio, volverán a las calles porque no hay trabajo, no hay vivienda, no hay nada y no tienen nada que perder" Cabe destacar que una de las denuncias del Hirak es que una repercusión para la población joven fue la migración debido a las políticas que expulsan a los jóvenes.
La emisora de radio “Ya biladi” situó a Podemos en el punto de mira por mostrar apoyo al Hirak y acusó al partido de ser contrario al Estado marroquí y de llevar el tema hasta el parlamento Europeo forzando a que se resuelva a favor del pueblo rifeño. Además, el eurodiputado Miguel Urban manifestó en redes sociales su comparecencia con Ahmed Nasser y Reda Benzaza a cerca del Comité de Apoyo al Hirak Madrid. «Llevamos 61 años viviendo bajo un régimen dictatorial», las exigencias de la diáspora son las mismas que en el Atlas marroquí, entre las que se encuentran aboliar el decreto 1-58-381 por el cual la ciudad es una zona militarizada, la puesta en libertad de los presos políticos rifeños y el fin de las persecuciones y represiones al pueblo.
Gran parte de los jóvenes rifeños de la diáspora ya pertenecían a movimientos y asociaciones por lo que fue más fácil organizarse con plataformas que colaborasen con activistas europeos y de esta forma el movimiento se fue agrandando por momentos ya que uno de los objetivos era la divulgación de la situación en el Rif y la toma de conciencia de lo que países como España han tenido que ver.

## Demandas sociales
El gobierno de Marruecos decidió detener al líder activista Nasser Zefzafi, lo cual acrecentó las protestas y de alguna manera hizo que el significado del movimiento del Hirak cobrase más sentido que nunca.
Hubo multitud de manifestaciones en solidaridad con el Hirak en Rabat y en otras zonas de Marruecos. Además, hubo sectores de la población marroquí que se solidarizaron con el movimiento, pero en la mayoría de los casos este apoyo no fue constante. En todo Marruecos se empezó a hablar de la “mano negra” del Hirak: acusando al Frente Polisario, Irán, Argelia, e incluso al Estado Islámico. Los primeros meses del Hirak estuvieron repletos de represión y detenciones, sobre todo, en ciudades importantes para el movimiento como eran Alhucemas o Imzuren. La represión fue enorme y las detenciones eran consideradas por las familias de las víctimas como secuestros ya que los detenidos eran transferidos de forma directa a prisión en Casablanca.
Además de Zefzafi, Nawal Ben Aisa se unió al movimiento posicionándose como una de las caras más significantes del mismo. Nawal era una ama de casa de 36 años que tenía cuatro hijos y estaba casada con un taxista y que, hasta entonces, no había formado parte de ningún asunto político. Esta mujer rifeña, cansada de no tener las necesidades básicas cubiertas y de ver cómo su pueblo era duramente reprimido por exigir lo que era justo, salió  a las calles a protestar pacíficamente y demandar básicamente que los detenidos por el movimiento fueran liberados, que se construyese un hospital especializado en oncología ya que, tras el Desastre de Annual en 1921 y para vengar las matanzas de españoles perpetradas en Zeluán, Nador y Monte Arruit, durante la guerra del Rif (1921-1927), los militares españoles decidieron bombardear con gases tóxicos como la cloropicrina, el fosgeno y la iperita , vulgarmente conocida como  el gas mostaza usado profusamente durante la I Guerra Mundial. Los ataques fueron selectivos, sobre objetivos y cabilas muy concretos, en particular las del Rif central, que constituían el núcleo duro de la resistencia rifeña, aunque también alcanzaron a las de Gomara y a las de la región occidental de Yebala.
Estos gases causaron multitud de víctimas entre la población civil, la iperita causa lesiones parecidas a quemaduras y ampollas en la piel, lesiones en los ojos, que pueden producir ceguera, y, si se inhalan pueden llegar a causar la muerte. Además, la iperita es una sustancia cancerígena para el ser humano. En cuanto a los efectos de la iperita y su toxicidad en el sistema reproductivo de los seres humanos ha sido atribuido a la multitud de casos de cáncer que se dan hoy en el Rif, aunque sigue sin determinarse como 100% la causa. Se calcula que el 80% de los adultos y el 50% de los niños con cáncer en el Rif proceden de zonas bombardeadas con gas mostaza, según estudios. El uso de armas químicas en la guerra del Rif ha sido documentado por el Parlamento Europeo y otros organismos. A pesar de la evidencia científica, España no ha asumido responsabilidad alguna, ni ha ofrecido reparaciones por los daños causados. Cabe destacar que en este territorio no hay casi hospitales y, mucho menos, médicos especialistas en oncología. Otra de las demandas sociales fue la construcción de una universidad para que la población joven pudiese acceder a estudios superiores así como el fin de la corrupción en Marruecos. Según la última estadística disponible la encuesta sobre el nivel de vida de los hogares de 2006-2007, el porcentaje de pobreza en la región alcanzaba el 7,3% y el de vulnerabilidad el 22,7%. En 1984 se situaban en el 19,5 y el 23,7% respectivamente.
Nawal Ben Aissa denunciaba la situación de Marruecos bajo la monarquía de Mohamed VI, recalcando que la situación del Rif no ha mejorado nada desde los bombardeos químicos de los años veinte por parte del ejército español y el padre del actual rey, Hassan II. Tras estas acusaciones, Nawal Ben Aissa fue llamada a comisaría y fue interrogada sin tener represalias. Sin embargo, el 15 de febrero del 2018 Nawal fue condenada por el Tribunal de Primera Instancia de Alhucemas a diez meses de prisión condicional y una multa de 50 euros por “incitar a la violencia” y “actos ilícitos”. La rifeña se convirtió en una referencia para otras mujeres, que decidieron seguir sus pasos y romper con los estigmas de una sociedad con voz masculina. Nawal fue detenida cuatro veces entre junio y septiembre de 2017. En febrero de 2018 se le impuso una condena condicional de 10 meses de prisión y una multa de 500 dirhams por “participar en una manifestación no autorizada”, “insultar a agentes encargados de hacer cumplir la ley” e “incitar a la comisión” de delitos. El Tribunal de Apelación de Alhucemas confirmó la condena el 17 de enero de 2019. El mensaje de Nawal fue muy poderoso ya que no solo era una mujer imparable y llena de fuerza, también era una madre de cuatro hijos que estaba dispuesta a luchar por todas esas personas que habían desaparecido de repente o habían sido encarcelados por protestar pacíficamente. Su mensaje era claro: “Las mujeres tenemos que salir a la calle, porque han detenido a nuestros hermanos y a nuestros hijos”.  Y, gracias a su discurso, las calles de Alhucemas se llenaron de mujeres proclamando cánticos a favor de una vida más justa y más digna sin miedo, con las mismas ganas de luchar que ella.
Finalmente y tras huir de Marruecos por claros motivos políticos, a inicios del año 2020, la activista obtuvo asilo en los Países Bajos.
Silya Ziani fue otra joven cantante de música popular amazig y activista que, junto a Nawal, se puso a la cabeza del Hirak. El 5 de junio del 2017 fue arrestada y enviada a la prisión de Oukacha, donde permaneció durante dos meses antes de recibir un indulto del rey Mohamed VI. “Nawal Ben Aissa y Sylia Ziani han sido un claro ejemplo de cómo las mujeres han incrementado su capacidad en el contexto del Hirak. Ha sido un periodo que ha permitido a las mujeres estar y participar como activistas”, dijo la directora del diario Le Monde Amazigh,  Amina Ibnou-Cheikh.
La participación femenina fue clave e intensa, y fue el momento idóneo para demandar la representación de la mujer en el Parlamento marroquí. Saleha era una de las mujeres de las calles de Alhucemas que gritaba: “Ya es hora de perder el miedo, basta de represión, queremos decir 27 lo que pensamos sin miedo y que el majzén escuche la voz del pueblo, de sus hombres y sus mujeres.” “Nuestras demandas no tienen como fin la creación de un estado independiente, son demandas económicas y sociales”
Desde que las detenciones fueron de forma masiva las reclamaciones del movimiento se centraron en pedir libertad de los presos políticos. Las manifestaciones en 2018 tuvieron una clara finalidad: denunciar el encarcelamiento de los activistas, y se produjeron en las ciudades de Rabat y Casablanca. Con el tiempo las revueltas se apaciguaron, pero en septiembre de 2019 se volvieron a producir unas marchas en Alhucemas para pedir la libertad de los presos.

## Repercusión
Las repercusiones a las que se vio sometido el pueblo rifeño fueron bastante duras ya que se emplearon multitud de antidisturbios y oficiales de las fuerzas armadas. En 2017, tras meses de movilizaciones, el majzén puso en activo una orden de detención y represión llegando a desplegar unos 20.000 policías.
Ese mismo año, el líder del Hirak y sus compañeros fueron detenidos y condenados a veinte años de cárcel. El día que fueron a detener a Nasser Zefzafi, la población de Alhucemas se unió para impedir esta detención, sin éxito ya que el 29 de mayo de 2017 fue detenido y condenado junto a sus compañeros y multitud de personas del pueblo y activistas. El Comité de Apoyo al Hirak sostiene que las detenciones aquel día oscilaron en 549 personas  Por ello, el Hirak tuvo que ingeniárselas para continuar luchando y decidieron focalizar el movimiento en las redes sociales mediante encuentros en Facebook o Twitter donde transmitían lo que iba sucediendo. Se creó una página de Facebook llamada Facebook Rif Mlih, desde la cual se compartían vídeos e imágenes de lo que sucedía y se lanzaban mensajes de unión y esperanza.
Por otro lado, se produjo un boicot general a todas las empresas de las que el rey fuese dueño, y pidieron a todos los rifeños que habían emigrado a Europa que retirasen su dinero de bancos marroquíes en señal de protesta y apoyo al Hirak. La violencia policial fue brutal y constante desde el inicio del movimiento, e incluso se llegaron a cometer actos de abuso sexual por parte de la policía hacia mujeres que protestaban en las manifestaciones. Por ello, las mujeres siguieron acudiendo a las movilizaciones pero con protección varonil.
Las reuniones para preparar las protestas y debatir los temas se organizaban en cafeterías, de forma asamblearia ya que no había un líder como tal. En cada reunión se organizaban los temas a tratar y se tomaban las decisiones en conjunto.
El primer mártir del Hirak fue Imad Attabi, un joven rifeño de 24 años que permanecía en coma después de que un bote de gas impactase directamente en la cabeza del joven. Estuvo en estado de muerte cerebral, durante varios días hasta que su muerte fue confirmada. Aquella manifestación, expresamente prohibida por el régimen alauí, se saldó además con otros cuatro heridos y 33 detenidos durante y después de la protesta, según la Asociación Marroquí de Derechos Humanos (AMDH), considerada la más grande del país. 14 de los detenidos fueron juzgados y condenados a penas de entre tres meses y un año de cárcel.
Miles de rifeños acudieron al entierro, que se convirtió en la primera gran protesta desde la que acabó con la vida del joven. En la protesta sonaban los gritos de la población: "El mártir ha muerto asesinado, el majzen es el responsable", "Criminales, asesinos, terroristas" o "Preferimos la muerte que vivir sin dignidad". Los manifestantes repitieron también lemas para exigir justicia social, más libertades, y para pedir la liberación de casi 200 activistas encarcelados desde que comenzó la revuelta.
El juicio contra los activistas del Hirak comenzó tras cinco meses en prisión. Más de 40 de los 53 activistas presos en Okasha, Casablanca, habían mantenido una huelga de hambre extrema durante 44 días. En esas condiciones se presentaron en el juicio Nasser y otros 31 activistas. El juicio contra los 21 restantes comenzó a mediados de septiembre de 2017, en el que también se juzgó al  número dos del Hirak, Nabil Ahamjik. Durante el juicio Zefzafi gritó “Muerte antes que humillación”. Fue un proceso de cuatro horas de duración. Cuando el juez determinó un receso, Nasser tomó la palabra para denunciar los malos tratos, torturas y violaciones sexuales de las que habían sido víctimas en la cárcel, según un audio grabado en la sala que circula en redes. Acto seguido entonó el que se ha convertido en el lema coreado durante las manifestaciones: “Muerte antes que humillación”, acompañado por los demás activistas y familiares presentes en el juicio.
Esa misma tarde, Mohammed VI cesaba a tres de sus ministros por una mala gestión de los programas de desarrollo de la región de Alhucemas, debido a numerosos retrasos en los proyectos de desarrollo que afectaban a la ciudad. El programa se llamaba "Alhucemas faro del Mediterráneo 2015-2019" (Al Hoceïma Manarat Al Moutawassit), y había sido establecido para octubre de 2015 y su presupuesto fue de 600 millones de euros.
Las cifras oficiales de detenidos rondaban en 2017 los 340 activistas encerrados entre Alhucemas, Imzouren y Okasha. Entre los que se encuentran cerca de una decena de menores, según denunció la Asociación Marroquí de Derechos Humanos (AMDH). Sin embargo, las cifras no contabilizan a quienes han sido condenados, quienes están siendo juzgados o los que quedan por juzgar. Muchos de ellos “secuestrados de sus casas a altas horas de la noche, torturados por participar en las manifestaciones y sin ninguna garantía jurídica”, según denuncia la asociación. A esta cifra hay que añadirle el centenar de jóvenes perseguidos en libertad y que, como explicaba el joven exiliado Reduan al principio de este reportaje, prefieren escapar que acabar en la cárcel por exigir derechos.
En la actualidad, el Rif sigue totalmente militarizado y controlando, lo cual imposibilita cualquier movimiento reivindicativo. “Ahora mismo, es imposible hacer cualquier tipo de protesta aquí. Hay tantos policías que, en cuestión de segundos, todos acabaríamos arrestados”, afirma Samir, un joven de Alhucemas perteneciente al Hirak. Además, se creó un medio llamado Rif Press desde el cual se informaba de las protestas al momento.
1. ↑  «Público». www.publico.es. Consultado el 12 de diciembre de 2020.
2. ↑  Ouled, Youssef. ««El día que murió Mohssine Fikri, el Rif se levantó».». ctxt.es Revista Contexto y Acción. Consultado el 12 de diciembre de 2020.
3. ↑  «Índice de Percepción de la Corrupción 2015.».
4. ↑  «El movimiento de protesta Hirak en Marruecos se ha calmado, pero la presión sobre los medios independientes continúa.». Global Voices. 2019.
5. ↑  «La población rifeña de Andalucía se moviliza por el Rif». www.elsaltodiario.com (en local). Consultado el 12 de diciembre de 2020.
6. ↑  «La socialización política transmediterránea: el movimiento Hirak, la diáspora marroquí y Europa como imaginario político».
7. ↑  «Activistas del Rif piden a España y UE ayuda ante el "régimen" marroquí en PE.». La Vanguardia. 11/07/2017.
8. ↑  Ouled, Youssef (02/05/2017). «Madrid se manifiesta en apoyo al Rif.». Ymouled.wordpress.com.
9. ↑  «Las voces femeninas del ‘Hirak’». Revista 5W. Consultado el 12 de diciembre de 2020.
10. ↑  Alvarado, David (05/07/3017). «Los indignados del Rif». OpinionGlobal.
11. ↑  Ananou, Tarek (12/05/2017). «Nawal Ben Aissa la mujer que levanta al Rif.». El Mundo.
12. ↑  de Madariaga, María Rosa (09/01/2008). «La guerra química en el Rif: algunas puntualizaciones». Periódico Público.
13. ↑  Cembrero, Ignacio (03/05/2017). «Una mujer asume el liderazgo de la rebelión del Rif.». El Confidencial.
14. ↑  «Marruecos: confirmada la sentencia condenatoria de una dirigente de las protestas del Rif, Nawal Benaissa». Amnistía Internacional.
15. ↑  «Una activista del Hirak obtiene asilo político en los Países Bajos.». Bladi.es. 09/02/2020.
16. ↑  Ouled, Youssef (02/05/2017). «Madrid se manifiesta en apoyo al Rif. Ymouled.es». Ymouled.es.
17. ↑  «Imad Attabi, el primer muerto en las protestas sociales del Rif en Marruecos».
18. ↑  «La represión de Mohammed VI no frena las protestas del Rif». www.elsaltodiario.com (en local). Consultado el 12 de diciembre de 2020.
19. ↑  «Represión en el Rif y nuevos "Hirak" en Marruecos por una vida digna». www.elsaltodiario.com (en local). Consultado el 12 de diciembre de 2020.
20. ↑  «Mohamed VI critica a sus ministros por el retraso de los proyectos de desarrollo en el Rif».
21. ↑  «Una ONG marroquí denuncia a la Policía por  torturar a activistas de las protestas del Rif».